# تشاد لوكاس
تشاد لوكاس (بالإنجليزية: Chad Lucas)‏ هو لاعب كرة قدم أمريكية أمريكي، ولد في 7 نوفمبر 1981 في توسكيجي في الولايات المتحدة.

## وصلات خارجية
- تشاد لوكاس على موقع مرجع كرة القدم المحترفة.كوم (الإنجليزية)
- تشاد لوكاس على موقع JustSportsStats.com (الإنجليزية)